# Campionato tedesco di scacchi
Il Campionato tedesco di scacchi è un torneo che si gioca in Germania dal 1861 per determinare il campione nazionale di scacchi.
Prima del 1877 erano attive in Germania tre diverse federazioni: la Westdeutscher Schachbund (WDSB), la Norddeutscher Schachbund (NDSB) e la Mitteldeutscher Schachbund (MDSB). Ognuna di esse organizzava un proprio campionato.
Nel 1877 le tre federazioni si fusero nella Deutscher Schachbund (DSB), che organizzò un unico campionato fino al 1932.
Nel 1933 il Terzo Reich prese il potere in Germania e tutte le attività sociali, comprese quelle sportive e quindi anche gli scacchi, passarono sotto il controllo del regime nazista. Fino al 1943 i campionati tedeschi furono organizzati dalla Großdeutscher Schachbund. Dopo il termine della seconda guerra mondiale si disputarono per qualche anno campionati separati nelle due zone di occupazione, occidentale e orientale. Dal 1950 (1953 per la RFT) al 1989 si disputarono i due campionati nazionali della Repubblica Federale Tedesca e della Repubblica Democratica Tedesca.
Dal 1991, in seguito alla riunificazione della Germania, la Deutscher Schachbund ha organizzato un unico campionato nazionale.

## Campionati tedeschi dal 1861 al 1932

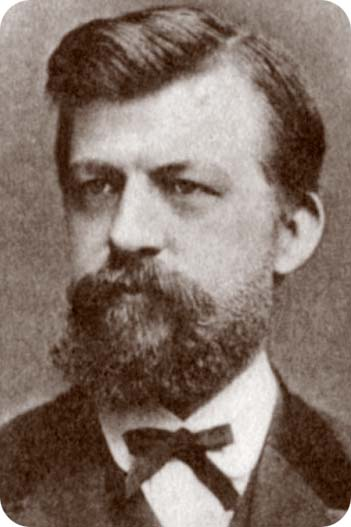
Max Lange

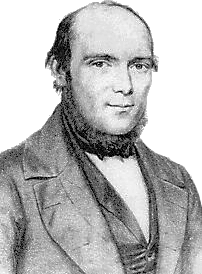
Adolf Anderssen

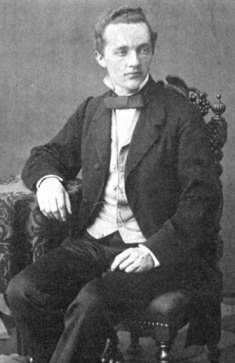
Louis Paulsen

### Congressi WDSB (1861-1880)
| #  | Anno | Città        | Vincitore                |
| -- | ---- | ------------ | ------------------------ |
| 1  | 1861 | Düsseldorf   | nessun maestro partecipò |
| 2  | 1862 | Düsseldorf   | Max Lange                |
| 3  | 1863 | Düsseldorf   | Max Lange                |
| 4  | 1864 | Düsseldorf   | Max Lange                |
| 5  | 1865 | Elberfeld    | Gustav Neumann           |
| 6  | 1867 | Colonia      | Wilfried Paulsen         |
| 7  | 1868 | Aquisgrana   | Max Lange                |
| 8  | 1869 | Barmen       | Adolf Anderssen          |
| 9  | 1871 | Krefeld      | Louis Paulsen            |
| 10 | 1876 | Düsseldorf   | Wilfried Paulsen         |
| 11 | 1877 | Colonia      | Johannes Zukertort       |
| 12 | 1878 | Francoforte  | Louis Paulsen            |
| 13 | 1880 | Braunschweig | Louis Paulsen            |

### Congressi MDSB (1871-1877)
| # | Anno | Città  | Vincitore       |
| - | ---- | ------ | --------------- |
| 1 | 1871 | Lipsia | Adolf Anderssen |
| 2 | 1876 | Lipsia | Adolf Anderssen |
| 3 | 1877 | Lipsia | Louis Paulsen   |

### Congressi NDSB (1868-1872)
| # | Anno | Città   | Vincitore       |
| - | ---- | ------- | --------------- |
| 1 | 1868 | Amburgo | Max Lange       |
| 2 | 1869 | Amburgo | Adolf Anderssen |
| 3 | 1872 | Altona  | Adolf Anderssen |

### Congressi DSB (1879-1932)

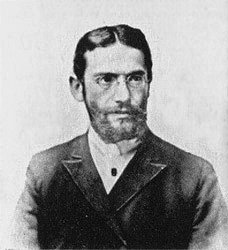
Siegbert Tarrasch

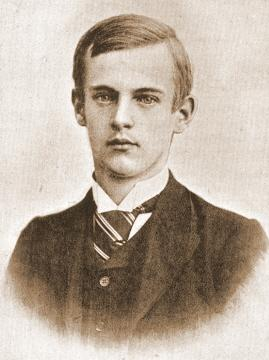
Carl Walbrodt

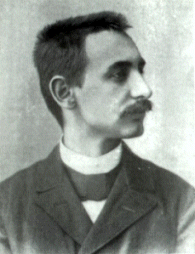
Carl Schlechter

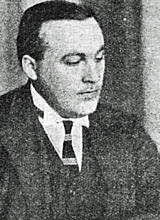
Efim Bogoljubov

| #  | Anno | Città          | Vincitore                                             |
| -- | ---- | -------------- | ----------------------------------------------------- |
| 1  | 1879 | Lipsia         | Berthold Englisch                                     |
| 2  | 1881 | Berlino        | Joseph Blackburne                                     |
| 3  | 1883 | Norimberga     | Simon Winawer                                         |
| 4  | 1885 | Amburgo        | Isidor Gunsberg                                       |
| 5  | 1887 | Francoforte    | George Henry Mackenzie                                |
| 6  | 1889 | Breslavia      | Siegbert Tarrasch                                     |
| 7  | 1892 | Dresda         | Siegbert Tarrasch                                     |
| 8  | 1893 | Kiel           | Carl Walbrodt Curt von Bardeleben                     |
| 9  | 1894 | Lipsia         | Siegbert Tarrasch                                     |
| 10 | 1896 | Eisenach       | Robert Henry Barnes                                   |
| 11 | 1898 | Colonia        | Amos Burn                                             |
| 12 | 1900 | Monaco         | Géza Maróczy Harry Nelson Pillsbury Carl Schlechter   |
| 13 | 1902 | Hannover       | David Janowski                                        |
| 14 | 1904 | Coburgo        | Curt von Bardeleben Carl Schlechter Rudolf Swideriski |
| 15 | 1906 | Norimberga     | Frank James Marshall                                  |
| 16 | 1908 | Düsseldorf     | Frank James Marshall                                  |
| 17 | 1910 | Amburgo        | Carl Schlechter                                       |
| 18 | 1912 | Breslavia      | Oldřich Duras Akiba Rubinstein                        |
| 19 | 1914 | Mannheim       | Aleksandr Alechin                                     |
| 20 | 1920 | Berlino        | Friedrich Sämisch                                     |
| 21 | 1921 | Amburgo        | Ehrhardt Post                                         |
| 22 | 1922 | Bad Oeynhausen | Ehrhardt Post                                         |
| 23 | 1923 | Francoforte    | Ernst Grünfeld                                        |
| 24 | 1925 | Breslavia      | Efim Bogoljubow                                       |
| 25 | 1927 | Magdeburgo     | Rudolf Spielmann                                      |
| 26 | 1929 | Duisburg       | Carl Ahues                                            |
| 27 | 1931 | Swinemünde     | Efim Bogoljubow Ludwig Rödl                           |
| 28 | 1932 | Bad Ems        | Georg Kieninger                                       |

## Campionati tedeschi 1933-1949

### Campionati del Terzo Reich (1933-1943)
| #  | Anno | Città          | Vincitore                      |
| -- | ---- | -------------- | ------------------------------ |
| 1  | 1933 | Bad Pyrmont    | Efim Bogoljubov                |
| 2  | 1934 | Bad Aachen     | Carl Carls                     |
| 3  | 1935 | Bad Aachen     | Kurt Richter                   |
| 4  | 1937 | Bad Oeynhausen | Georg Kieninger                |
| 5  | 1938 | Bad Oeynhausen | Erich Eliskases                |
| 6  | 1939 | Bad Oeynhausen | Erich Eliskases                |
| 7  | 1940 | Bad Oeynhausen | Georg Kieninger                |
| 8  | 1941 | Bad Oeynhausen | Paul Felix Schmidt Klaus Junge |
| 9  | 1942 | Bad Oeynhausen | Ludwig Rellstab                |
| 10 | 1943 | Vienna         | Josef Lokvenc                  |

### Campionati delle zone di occupazione

#### 1.Campionati della zona occidentale
| # | Anno | Città       | Vincitore         |
| - | ---- | ----------- | ----------------- |
| 1 | 1947 | Weidenau    | Georg Kieninger   |
| 2 | 1948 | Essen       | Wolfgang Unzicker |
| 3 | 1949 | Bad Pyrmont | Efim Bogoljubow   |
| 4 | 1950 | Bad Pyrmont | Wolfgang Unzicker |
| 5 | 1951 | Düsseldorf  | Rudolf Teschner   |
| 6 | 1953 | Lipsia      | Wolfgang Unzicker |

#### 2.Campionati della zona orientale
| # | Anno | Città               | Vincitore         |
| - | ---- | ------------------- | ----------------- |
| 1 | 1946 | Lipsia              | Berthold Koch     |
| 2 | 1947 | Weißenfels          | Lothar Schmid     |
| 3 | 1948 | Bad Doberan         | Rudolf Teschner   |
| 4 | 1949 | Bad Klosterlausnitz | Wolfgang Pietzsch |

## Campionati nazionali della Germania Occidentale e Orientale

### Campionati della Germania Ovest (1953-1989)

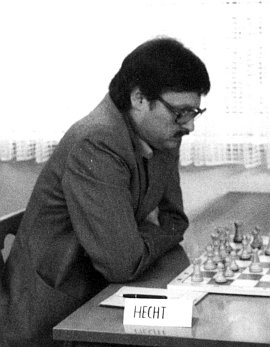
Hans-Joachim Hecht

| #  | Anno | Città          | Vincitore                                                  |
| -- | ---- | -------------- | ---------------------------------------------------------- |
| 1  | 1953 | Berlino        | Wolfgang Unzicker                                          |
| 2  | 1955 | Francoforte    | Klaus Darga                                                |
| 3  | 1957 | Bad Neuenahr   | Paul Tröger                                                |
| 4  | 1959 | Norimberga     | Wolfgang Unzicker                                          |
| 5  | 1961 | Bad Pyrmont    | Klaus Darga                                                |
| 6  | 1963 | Bad Pyrmont    | Wolfgang Unzicker                                          |
| 7  | 1965 | Bad Aibling    | Wolfgang Unzicker Helmut Pfleger                           |
| 8  | 1967 | Kiel           | Robert Hübner Hans Besser                                  |
| 9  | 1969 | Königsfeld     | Manfred Christoph                                          |
| 10 | 1970 | Völklingen     | Hans-Joachim Hecht                                         |
| 11 | 1971 | Berlino        | Svetozar Gligorić (intern.le)                              |
| 12 | 1972 | Oberursel      | Hans Günther Kestler                                       |
| 13 | 1973 | Dortmund       | Hans-Joachim Hecht Ulf Andersson Boris Spassky (intern.le) |
| 14 | 1974 | Menden         | Peter Ostermeyer                                           |
| 15 | 1975 | Mannheim       | Walter Browne (intern.le)                                  |
| 16 | 1976 | Bad Pyrmont    | Klaus Wockenfuss                                           |
| 17 | 1977 | Bad Lauterberg | Anatolij Karpov (intern.le)                                |
| 18 | 1978 | Bad Neuenahr   | Luděk Pachman                                              |
| 19 | 1979 | Monaco         | Boris Spasskij Jurij Balašov Ulf Andersson (intern.le)     |
| 20 | 1980 | Bad Neuenahr   | Eric Lobron                                                |
| 21 | 1981 | Bochum         | Lubomir Kavalek (intern.le)                                |
| 22 | 1982 | Bad Neuenahr   | Manfred Glienke                                            |
| 23 | 1983 | Hannover       | Anatolij Karpov (intern.le)                                |
| 24 | 1984 | Bad Neuenahr   | Eric Lobron                                                |
| 25 | 1987 | Bad Neuenahr   | Vlastimil Hort Ralf Lau                                    |
| 26 | 1988 | Bad Lauterberg | Bernd Schneider                                            |
| 27 | 1989 | Bad Neuenahr   | Vlastimil Hort Eckhard Schmittdiel                         |

### Campionati della Germania Est (1950-1990)
| #  | Anno | Città                 | Vincitore                     |
| -- | ---- | --------------------- | ----------------------------- |
| 1  | 1950 | Sömmerda              | Rudolf Elstner                |
| 2  | 1951 | Schwerin              | Georg Stein                   |
| 3  | 1952 | Binz                  | Berthold Koch                 |
| 4  | 1953 | Jena                  | Reinhart Fuchs                |
| 5  | 1954 | Meerane               | Wolfgang Uhlmann              |
| 6  | 1955 | Zwickau               | Wolfgang Uhlmann              |
| 7  | 1956 | Lipsia                | Reinhart Fuchs                |
| 8  | 1957 | Sömmerda              | Burkhard Malich               |
| 9  | 1958 | Schkopau              | Wolfgang Uhlmann              |
| 10 | 1959 | Lipsia                | Wolfgang Pietzsch             |
| 11 | 1961 | Premnitz              | Lothar Zinn                   |
| 12 | 1962 | Gera                  | Wolfgang Pietzsch             |
| 13 | 1963 | Aschersleben          | Günther Möhring               |
| 14 | 1964 | Magdeburgo            | Wolfgang Uhlmann              |
| 15 | 1965 | Annaberg-Buchholz     | Lothar Zinn                   |
| 16 | 1967 | Colditz               | Wolfgang Pietzsch             |
| 17 | 1968 | Weimar                | Wolfgang Uhlmann              |
| 18 | 1969 | Schwerin              | Lutz Espig                    |
| 19 | 1970 | Freiberg              | Friedrich Baumbach            |
| 20 | 1971 | Strausberg            | Lutz Espig                    |
| 21 | 1972 | Görlitz               | Manfred Schöneberg            |
| 22 | 1973 | Erfurt                | Burkhard Malich               |
| 23 | 1974 | Potsdam               | Rainer Knaak                  |
| 24 | 1975 | Stralsund             | Wolfgang Uhlmann Rainer Knaak |
| 25 | 1976 | Gröditz               | Wolfgang Uhlmann              |
| 26 | 1977 | Francoforte sull'Oder | Lothar Vogt                   |
| 27 | 1978 | Eggesin               | Rainer Knaak                  |
| 28 | 1979 | Suhl                  | Lothar Vogt                   |
| 29 | 1980 | Plauen                | Hans-Ulrich Grünberg          |
| 30 | 1981 | Fürstenwalde          | Wolfgang Uhlmann              |
| 31 | 1982 | Salzwedel             | Rainer Knaak                  |
| 32 | 1983 | Cottbus               | Rainer Knaak Wolfgang Uhlmann |
| 33 | 1984 | Eilenburg             | Rainer Knaak                  |
| 34 | 1985 | Jüterbog              | Wolfgang Uhlmann              |
| 35 | 1986 | Nordhausen            | Wolfgang Uhlmann              |
| 36 | 1987 | Glauchau              | Raj Tischbierek               |
| 37 | 1988 | Stralsund             | Lutz Espig Thomas Pähtz       |
| 38 | 1989 | Zittau                | Hans-Ulrich Grünberg          |
| 39 | 1990 | Bad Blankenburg       | Raj Tischbierek Thomas Pähtz  |

## Campionati tedeschi dal 1991

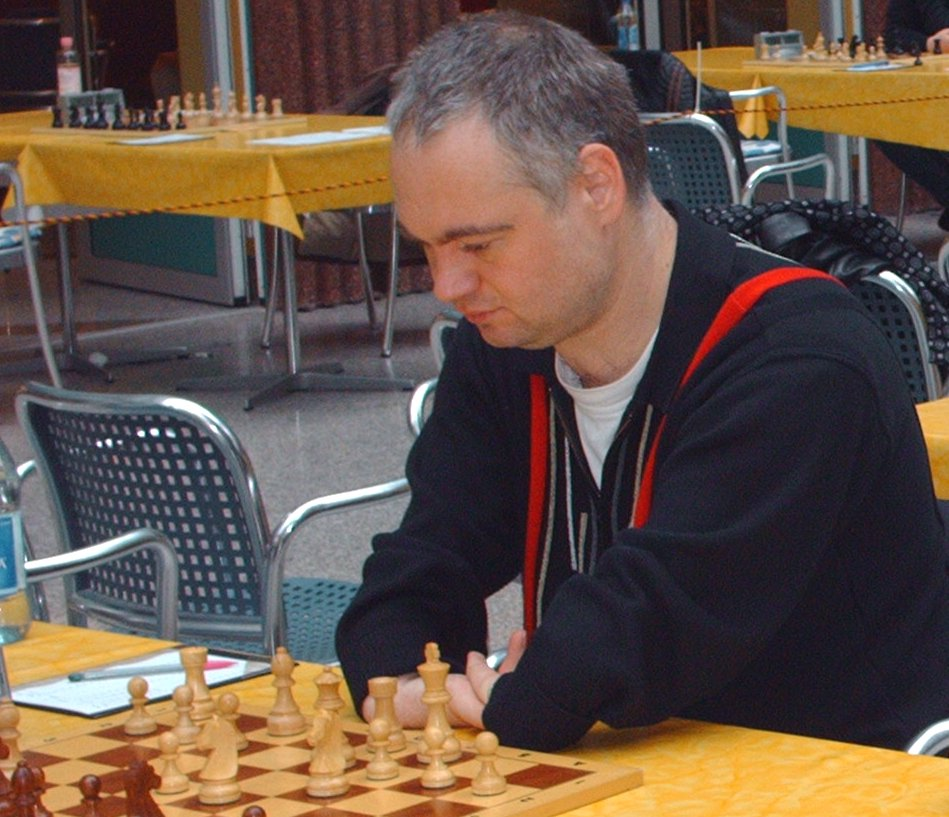
Thomas Luther

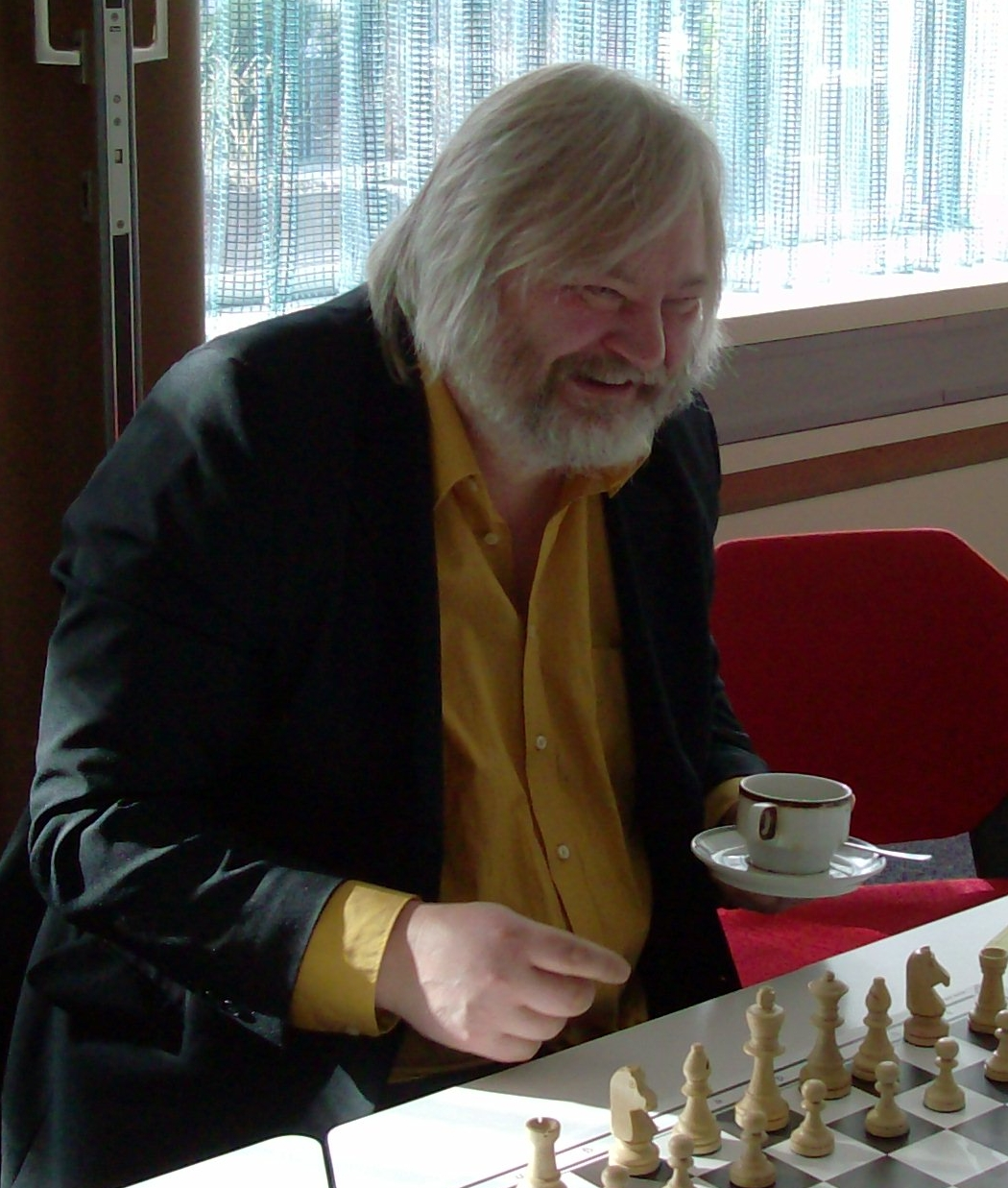
Artur Jusupov

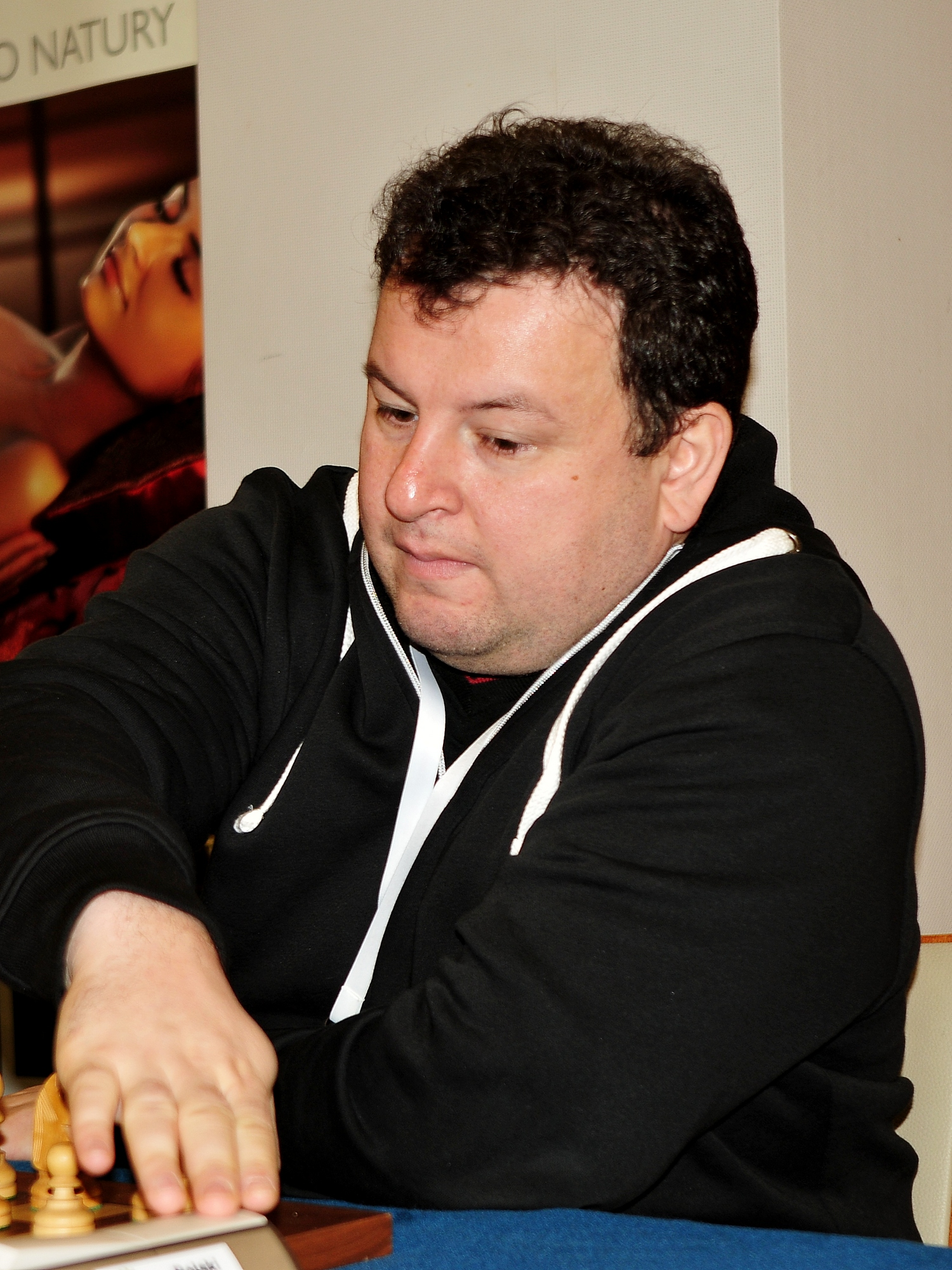
Daniel Fridman

| #  | Anno | Città               | Vincitore/i                  |
| -- | ---- | ------------------- | ---------------------------- |
| 1  | 1991 | Bad Neuenahr        | Vlastimil Hort               |
| 2  | 1993 | Bad Wildbad         | Thomas Luther, Thomas Pähtz  |
| 3  | 1994 | Binz                | Peter Enders                 |
| 4  | 1995 | Binz                | Christopher Lutz             |
| 5  | 1996 | Dudweiler           | Matthias Wahls               |
| 6  | 1996 | Nußloch             | Rustem Dautov, Artur Jusupov |
| 7  | 1997 | Gladenbach          | Matthias Wahls               |
| 8  | 1998 | Brema               | Jörg Hickl[1]                |
| 9  | 1999 | Altenkirchen        | Robert Hübner                |
| 10 | 2000 | Heringsdorf         | Robert Rabiega               |
| 11 | 2001 | Altenkirchen        | Christopher Lutz             |
| 12 | 2002 | Saarbrücken         | Thomas Luther                |
| 13 | 2004 | Höckendorf          | Alexander Graf               |
| 14 | 2005 | Altenkirchen        | Artur Jusupov                |
| 15 | 2006 | Osterburg           | Thomas Luther                |
| 16 | 2007 | Bad Königshofen     | Arkadij Naiditsch            |
| 17 | 2008 | Bad Wörishofen      | Daniel Fridman               |
| 18 | 2009 | Saarbrücken         | Arik Braun                   |
| 19 | 2010 | Bad Liebenzell      | Niclas Huschenbeth[2]        |
| 20 | 2011 | Bonn                | Igor Khenkin                 |
| 21 | 2012 | Osterburg           | Daniel Fridman               |
| 22 | 2013 | Saarbrücken         | Klaus Bischoff               |
| 23 | 2014 | Verden an der Aller | Daniel Fridman               |
| 24 | 2015 | Saarbrücken         | Klaus Bischoff               |
| 25 | 2016 | Luebeck             | Sergej Kalinitschew[3]       |
| 26 | 2017 | Apolda              | Liviu Dieter Nisipeanu[4]    |
| 27 | 2018 | Dresda              | Rainer Buhmann[5]            |
| 28 | 2019 | Magdeburgo          | Niclas Huschenbeth           |
| 29 | 2020 | Magdeburgo          | Matthias Blübaum[6]          |
| 30 | 2021 | Magdeburgo          | Luis Engel[7]                |
| 31 | 2022 | Magdeburgo          | Vincent Keymer[8]            |
| 32 | 2023 | Rosenheim           | Dennis Wagner[9]             |
| 33 | 2024 | Ostfildern          | Dmitrij Kollars[10]          |
| 34 | 2025 | Monaco di Baviera   | Vincent Keymer [11]          |